# Вазописець Андокіда

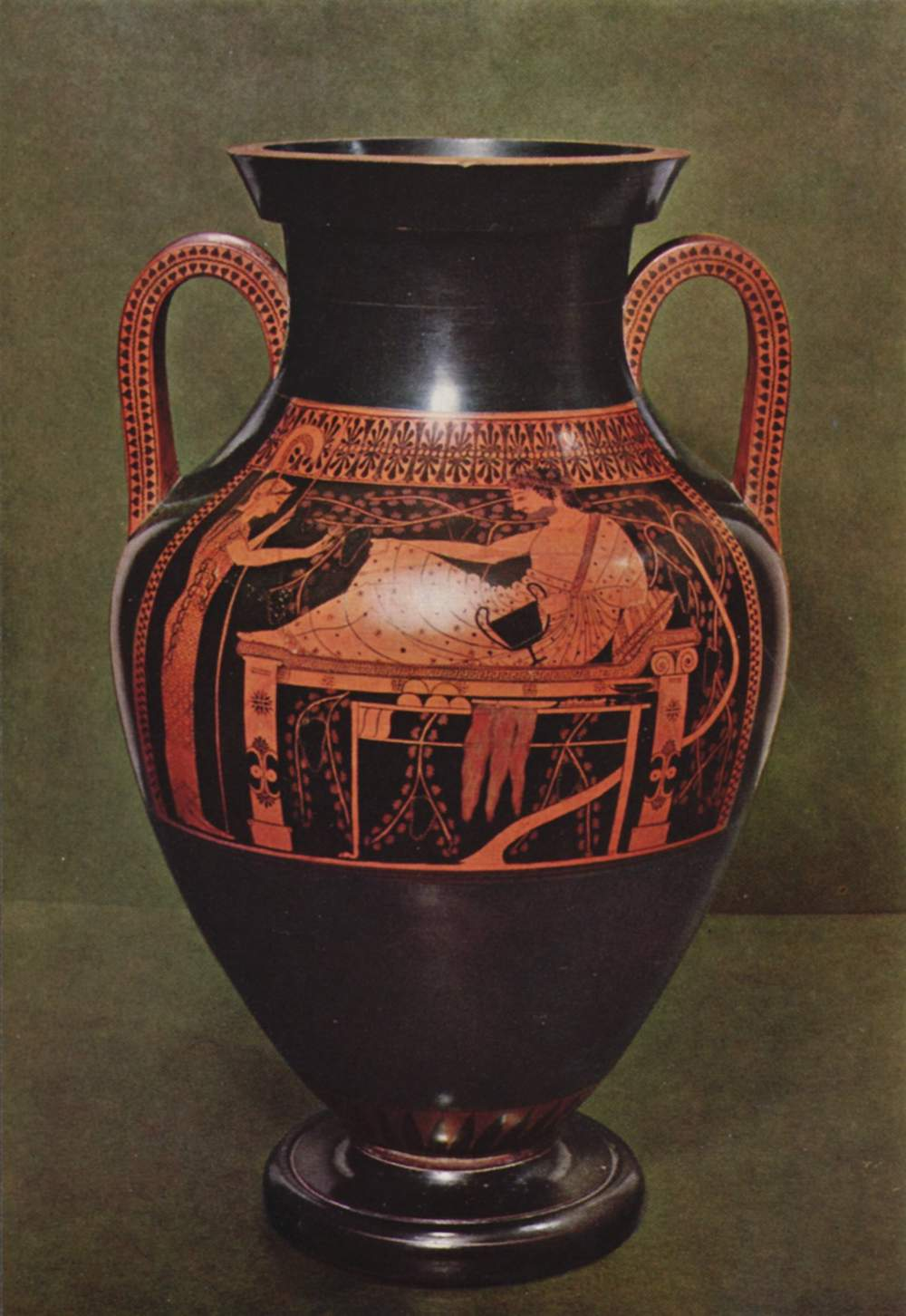
Амфора Андокіда, Державне античне зібрання, Мюнхен

Вазописець Андокіда — вазописець із Аттики періоду пізньої архаїки, 530—510 років до н. е. Вважається засновником червонофігурного стилю вазопису.
Справжнє ім'я вазописця невідоме. Своє ім'я він отримав завдяки гончарю Андокіду, який залишив свій підпис на п'яти вазах, розписаних безіменним вазописцем. За винятком трьох «чаш з очима» (звані так через зображені очі на зворотному боці) всі збережені вази роботи Андокіда-вазописця мають форму амфори типу А. Вазописець Андокід вважається учнем відомого майстра-вазописця Ексекія, який працював у стилі чорнофігурного вазопису. Йому приписуються перші спроби червонофігурного розпису кераміки. Крім цього він експериментував із розписом на білому тлі.
Сім із приписуваних Андокіду-вазописцю робіт — шість амфор і одна чаша — білінгви, тобто розписані одночасно в двох стилях — чорнофігурному і червонофігурному. Деякі вчені, зокрема британський археолог Джон Бізлі, вважають, що чорнофігурний бік цих ваз розписував вазописець Лісіпід.
Андокід створював розпис на міфологічні теми, переважно з життя Геракла. Фігури на його зображеннях дещо кутасті і нерухомі, але на думку І. Вегартнера «сповнені наївного, радісного шарму». Характерними рисами творчості Андокіда є економний підхід до промальовування внутрішніх ліній зображень і зайва орнаменталізація одягу. Андокід не вичерпав усіх можливостей нового стилю вазопису, вони розкрилися лише вазописцями оточення Ефронія, що отримали в мистецтвознавстві назву «вазописці-піонери».